# Aulacophora
Aulacophora es un género de escarabajos de la familia Chrysomelidae. El género fue descrito científicamente primero por Auguste Chevrolat en 1837.

## Especies
- Aulacophora abdominalis (Fabricius, 1781)
- Aulacophora aculeata Weise, 1908
- Aulacophora affinis (Montrouzier, 1855)
- Aulacophora albofasciata Baly, 1886
- Aulacophora almora Maulik, 1936
- Aulacophora analis (Weber, 1801)
- Aulacophora ancora (Redtenbacher, 1868)
- Aulacophora andamanica Duvivier, 1885
- Aulacophora antennata Baly, 1886
- Aulacophora apicicornis (Baly, 1889)
- Aulacophora apicipennis (Jacoby, 1894)
- Aulacophora apicipes (Jacoby, 1896)
- Aulacophora apiciventris Lea, 1924
- Aulacophora approximata (Baly, 1886)
- Aulacophora arcuata Allard, 1888
- Aulacophora argyrogaster (Montrouzier, 1861)
- Aulacophora armigera (Baly, 1889)
- Aulacophora artensis (Montrouzier, 1861)
- Aulacophora aruensis (Weise, 1892)
- Aulacophora atripennis (Fabricius, 1801)
- Aulacophora baliensis Barroga, 2001
- Aulacophora basalis (Jacoby, 1886)
- Aulacophora batesi Jacoby, 1884
- Aulacophora bhamoensis Jacoby, 1892
- Aulacophora bhimtalensis (Gangola, 1969)
- Aulacophora bicincta (Montrouzier, 1855)
- Aulacophora bicolor (Weber, 1801)
- Aulacophora bipartita (Baly, 1888)
- Aulacophora biplagiata Baly, 1889
- Aulacophora bipunctata (Olivier, 1808)
- Aulacophora blackburni (Bowditch, 1914)
- Aulacophora borrei (Baly, 1889)
- Aulacophora calva Anand & Cox, 1986
- Aulacophora carinicauda (Chen & Kung, 1959)
- Aulacophora carteri (Guerin-Meneville, 1830)
- Aulacophora castanea Allard, 1888
- Aulacophora celebensis (Jacoby, 1886)
- Aulacophora ceramensis (Weise, 1892)
- Aulacophora chapuisi Duvivier, 1884
- Aulacophora chlorotica (Olivier, 1808)
- Aulacophora cincta (Fabricius, 1775)
- Aulacophora cinctipennis Duvivier, 1884
- Aulacophora circumcincta (Duvivier, 1884)
- Aulacophora circumdata Blanchard, 1853
- Aulacophora coffeae (Hornstedt, 1788)
- Aulacophora coomani Laboissiere, 1929
- Aulacophora coralinsula (Gressitt, 1955)
- Aulacophora cornuta Baly, 1879
- Aulacophora costipennis (Baly, 1886)
- Aulacophora crassicornis Medvedev, 2001
- Aulacophora cristovallensis (Montrouzier, 1855)
- Aulacophora cruenta (Fabricius, 1781)
- Aulacophora cucullata Blackburn, 1896
- Aulacophora cyanoptera (Boisduval, 1835)
- Aulacophora danumensis Mohamedsaid, 1994
- Aulacophora deplanchei (Perroud, 1864)
- Aulacophora dimidiata (Guerin-Meneville, 1830)
- Aulacophora diversa Baly, 1889
- Aulacophora doesonensis Duvivier, 1884
- Aulacophora dohrni (Jacoby, 1899)
- Aulacophora dorsalis (Boisduval, 1835)
- Aulacophora downesi Baly, 1886
- Aulacophora duboulayi Baly, 1886
- Aulacophora duvivieri (Baly, 1886)
- Aulacophora excavata Baly, 1886
- Aulacophora excisa (Baly, 1886)
- Aulacophora fabricii (Baly, 1886)
- Aulacophora fallax (Weise, 1923)
- Aulacophora fasciata (Allard, 1888)
- Aulacophora femoralis (Motschulsky, 1857)
- Aulacophora ficus (Montrouzier, 1855)
- Aulacophora flavescens (Montrouzier, 1855)
- Aulacophora flavicornis Chapuis, 1876
- Aulacophora flavipes (Jacoby, 1888)
- Aulacophora flaviventris Baly, 1886
- Aulacophora flavomarginata (Duvivier, 1884)
- Aulacophora formosa Chapuis, 1879
- Aulacophora foveata (Bowditch, 1925)
- Aulacophora foveicollis (Lucas, 1849)
- Aulacophora foveicollis Lucas, 1849
- Aulacophora frontalis Baly, 1888
- Aulacophora frubstorferi (Duvivier, 1891)
- Aulacophora fulvimargo (Bryant, 1936)
- Aulacophora funesta (Weise, 1892)
- Aulacophora gestroi Jacoby, 1892
- Aulacophora hayashii (Gressitt, 1955)
- Aulacophora hilaris (Boisduval, 1835)
- Aulacophora impressa (Fabricius, 1801)
- Aulacophora indica (Gmelin, 1790)
- Aulacophora insularis Jacoby, 1886
- Aulacophora ioptera (Wiedemann, 1823)
- Aulacophora irpa Mohamedsaid, 1994
- Aulacophora jacobyi (Weise, 1924)
- Aulacophora kampeni (Weise, 1917)
- Aulacophora kinabaluensis Mohamedsaid, 1994
- Aulacophora kotoensis Chujo, 1962
- Aulacophora laevifrons (Baly, 1888)
- Aulacophora laysi Medvedev, 2001
- Aulacophora leopoldi Laboissiere, 1934
- Aulacophora lewisii Baly, 1886
- Aulacophora limbata (Illiger, 1800)
- Aulacophora loochooensis Chujo, 1957
- Aulacophora loriana Jacoby, 1904
- Aulacophora luteicornis (Fabricius, 1801)
- Aulacophora macropus (Montrouzier, 1855)
- Aulacophora marginalis (Chapuis, 1876)
- Aulacophora marginata Chapuis, 1876
- Aulacophora mariana (Chujo, 1943)
- Aulacophora martia (Weise, 1922)
- Aulacophora medioflava Lea, 1924
- Aulacophora medvedevi Samoderzhenkov, 1992
- Aulacophora melanocephala Jacoby, 1892
- Aulacophora melanoptera (Boisduval, 1835)
- Aulacophora melanopus (Blanchard, 1853)
- Aulacophora melanura (Olivier, 1808)
- Aulacophora militaris Jacoby, 1894
- Aulacophora mimica Medvedev, 2001
- Aulacophora mjoebergi (Weise, 1916)
- Aulacophora moluccaensis (Laboissiere, 1932)
- Aulacophora montrouzieri (Fairmaire, 1883)
- Aulacophora mouhoti Baly, 1886
- Aulacophora niasiensis (Weise, 1892)
- Aulacophora nigripalpis Chen & Kung, 1959
- Aulacophora nigripennis (Motschulsky, 1857)
- Aulacophora nigrobrunnea (Maulik, 1929)
- Aulacophora nigropalgiata Jacoby, 1894
- Aulacophora nigrosignata (Baly, 1886)
- Aulacophora nilgiriensis Jacoby, 1903
- Aulacophora notulata (Fairmaire, 1850)
- Aulacophora nstabilis (Baly, 1886)
- Aulacophora nusantara Barroga, 2001
- Aulacophora oblonga (Gyllenhal, 1808)
- Aulacophora occipitalis (Baly, 1888)
- Aulacophora olivieri (Baly, 1888)
- Aulacophora opacipennis Chujo, 1962
- Aulacophora orientalis (Hornstedt, 1788)
- Aulacophora pahangi Mohamedsaid, 1994
- Aulacophora palliata (Schaller, 1783)
- Aulacophora pallidofasciata Jacoby, 1904
- Aulacophora pannonica Csiki, 1953
- Aulacophora papuana Jacoby, 1894
- Aulacophora parambikulamensis Maulik, 1936
- Aulacophora perroudi (Baly, 1888)
- Aulacophora philippinensis Duvivier, 1884
- Aulacophora plicaticollis (Allard, 1888)
- Aulacophora postica (Chapuis, 1876)
- Aulacophora posticalis (Guerin-Meneville, 1830)
- Aulacophora propinqua (Baly, 1886)
- Aulacophora pulchella Baly, 1879
- Aulacophora pygidialis (Baly, 1886)
- Aulacophora quadraria (Olivier, 1808)
- Aulacophora quadrimaculata (Fabricius, 1781)
- Aulacophora quadrinotata Chapuis, 1876
- Aulacophora quadripartia (Fairmaire, 1877)
- Aulacophora quadrispilota Fabricius, 1781
- Aulacophora quinqueplagiata (Duvivier, 1891)
- Aulacophora rigoensis Jacoby, 1904
- Aulacophora ritsemae (Duvivier, 1884)
- Aulacophora robusta Duvivier, 1884
- Aulacophora robusticornis Medvedev, 2001
- Aulacophora rosea (Fabricius, 1801)
- Aulacophora rubrontata Blanchard, 1853
- Aulacophora scutellata (Boisduval, 1835)
- Aulacophora semifusca Jacoby, 1892
- Aulacophora semilimbata Baly, 1886
- Aulacophora serena (Weise, 1923)
- Aulacophora signata Kirsch, 1866
- Aulacophora signata Kirsch, 1866
- Aulacophora similis (Olivier, 1808)
- Aulacophora smaragdipennis Duvivier, 1884
- Aulacophora sordidula (Weise, 1922)
- Aulacophora subcaerulea Jacoby, 1894
- Aulacophora tenuicincta (Jacoby, 1897)
- Aulacophora terminata (Jacoby, 1899)
- Aulacophora tetraspilota (Baly, 1886)
- Aulacophora transversa Allard, 1888
- Aulacophora tricolora (Weise, 1892)
- Aulacophora tristis Medvedev, 2001
- Aulacophora unicolor (Jacoby, 1883)
- Aulacophora varians Chapuis, 1876
- Aulacophora vicina (Boisduval, 1835)
- Aulacophora vietnamica Medvedev, 2001
- Aulacophora viridis Maulik, 1936
- Aulacophora vittula (Chapuis, 1876)
- Aulacophora wallacii (Baly, 1886)
- Aulacophora yunnanensis (Chen & Kung, 1959)